# Comando delle Operazioni Spaziali
Das Comando delle Operazioni Spaziali (COS, deutsch „Kommando Weltraumoperationen“) ist eine Einrichtung der  Streitkräfte Italiens. Das 2020 aufgestellte COS, dessen Personal aus allen Teilstreitkräften stammt, hat seinen Sitz in Rom und untersteht dem dortigen Einsatzführungskommando der Streitkräfte.

## Aufgaben und Organisation
Das Kommando plant, koordiniert und kontrolliert alle militärischen Operationen Italiens im Weltraum. Von besonderer Bedeutung ist hierbei das satellitengestützte Kommunikationssystems SICRAL mit dazugehörigem Kontrollzentrum in Vigna di Valle bei Rom. Neben den SICRAL-Satelliten nutzt das COS auch die Satelliten COSMO-Skymed, OPTSAT-3000 und Athena-Fidus, für die eine separate militärische Kontrollstation in Pratica di Mare bei Rom besteht; das ebenfalls eingebundene Raumfahrtzentrum Fucino gehörte nicht dem Militär.
Kapazitäten zum Schutz vor Weltraumwaffen und Weltraummüll sollen aufgebaut werden. Es besteht eine Zusammenarbeit mit der italienischen Weltraumagentur Agenzia Spaziale Italiana und zivilen Forschungseinrichtungen.
Die italienische Luftwaffe unterhält in Poggio Renatico seit 1998 ein Kommando zur Führung von Luftoperationen, das sich seit 2020 Comando Operazioni Aerospaziali nennt und in erster Linie für Überwachungsaufgaben und den Einsatz von Luftfahrzeugen sowie für die Raketenabwehr verantwortlich ist, nicht jedoch für den Betrieb von Satelliten (oder künftigen Weltraumwaffen). Der auf Sardinien bestehende Erprobungs-, Übungs- und Raketenstartplatz Salto di Quirra/Capo San Lorenzo ist seit langer Zeit eine teilstreitkraftübergreifende Einrichtung, die weiterhin unter der Regie der italienischen Luftwaffe steht.

## Geschichte
Bis zur Einrichtung des COS im September 2020 war die italienische Luftwaffe für die militärischen Aktivitäten im All zuständig, weswegen ihr auch das Kontrollzentrum in Vigna di Valle unterstand. Von der Aufstellung bis zum 26. Juli 2021 unterstand das COS dem Generalstabschef der Streitkräfte unmittelbar, seither dessen Einsatzführungskommando.
Die erste bedeutende Operation des COS bestand im Mai 2021 darin, den 20 Jahre alten Kommunikationssatelliten SICRAL 1 in einen Friedhofsorbit zu bringen.